# Johann Schlesinger (Maler)

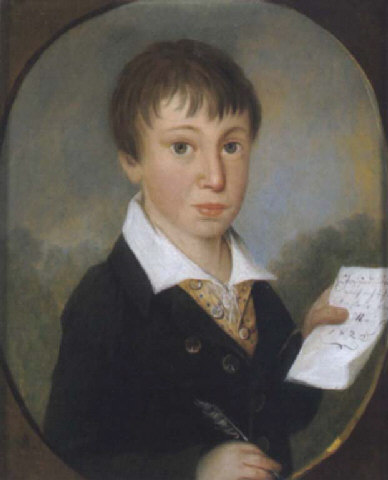
Johann Schlesinger, Porträt des Knaben Ludwig Lang, 1822

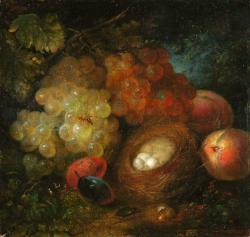
Johann Schlesinger, Stillleben mit Vogelnest und Trauben.

Johann Schlesinger, auch Johannes Schlesinger  (* 28. Oktober 1768 in Ebertsheim; † 18. Januar 1840 in Sausenheim) war ein deutscher Maler.

## Leben
Johann Schlesinger wurde als Sohn des Steinhauers Johann Schlesinger und dessen Ehefrau Carolina, geb. Trübenbach, in dem pfälzischen Dörfchen Ebertsheim geboren. Die Malkunst erlernte er von seinem neun Jahre älteren Bruder Johann Adam Schlesinger. Auch der Großvater Johann Trübenbach hatte sich schon als Maler in der Region betätigt. 
Johann Schlesinger lebte und wirkte hauptsächlich in Heidelberg und in Mannheim. Oft malte er Stillleben, war aber auch ein gesuchter Porträtist. Gerade seine biedermeierlichen Porträtdarstellungen haben einen außerordentlichen Reiz. Im Verzeichnis der Altertumssammlung von Charles de Graimberg im Heidelberger Schloss sind von seinen Gemälden 1838 aufgeführt und beschrieben: Ein Porträt des Ingenieurs und Baumeisters Johann Andreas von Traitteur, das Stillleben „Zwetschgen aus den Neckargärten von Mannheim“ und „Der singende Orgelspieler“, eine Genredarstellung.
 

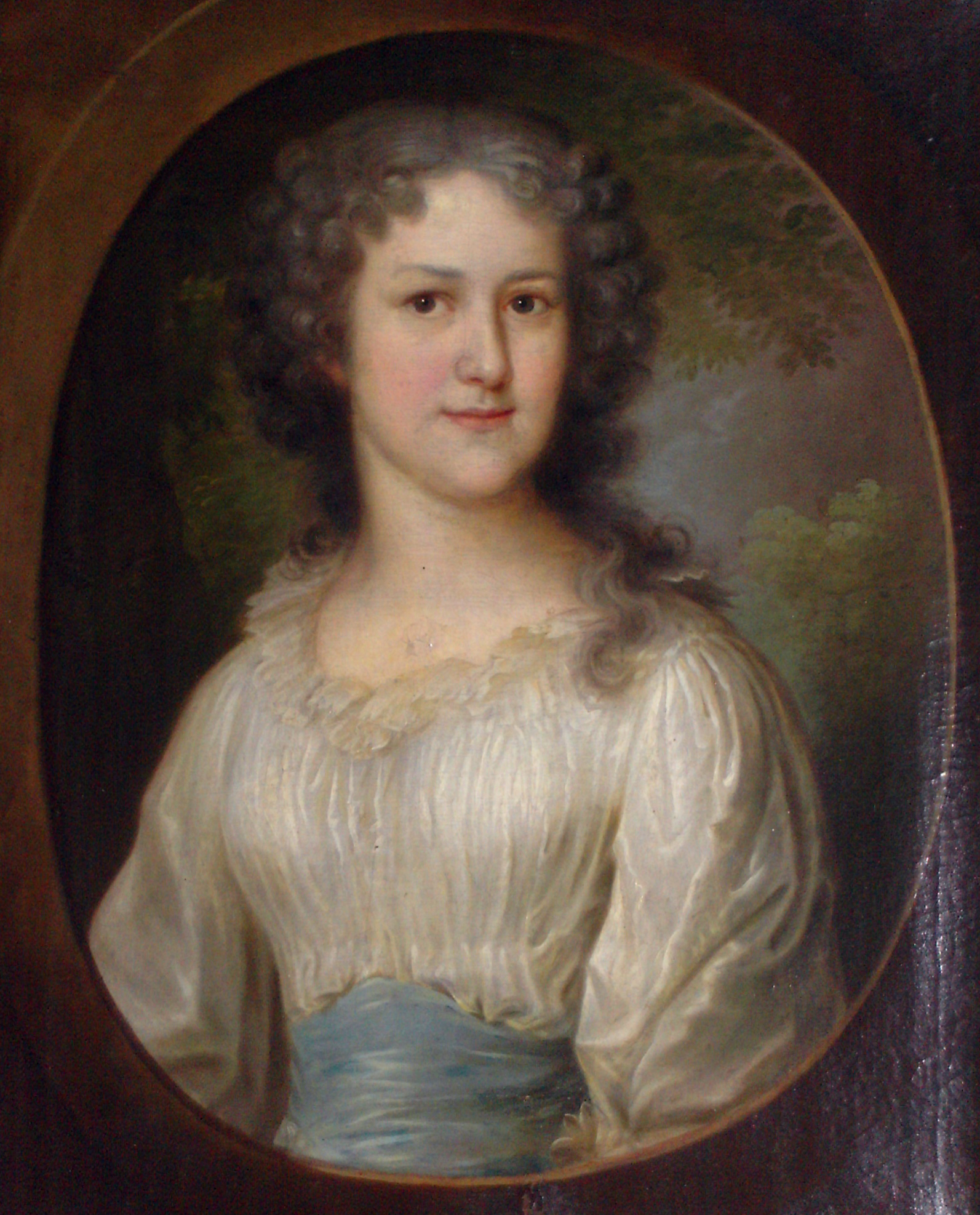
Johann Schlesinger, Porträt Prinzessin Amalie von Nassau-Weilburg; Museum Grünstadt.

Außerdem nennt das Verzeichnis noch ein Selbstbildnis Johann Schlesingers, auf dem er im Alter von 14 Jahren dargestellt ist, mit:

„...schlichtem, dickem Haupthaar, schwarzer Halsbinde, gelber Weste, grünem Fracke, mit kleinem, hängenden Kragen und gelben, verzierten Knöpfen;  in der linken Hand ein Blatt Papier an einer oberen Ecke vor sich haltend und in der rechten eine mit Röthel versehene, messingne Hülse, womit er eben das Bildnis seiner kleinen Schwester entworfen hat.“

Die Begleitschrift zur Ausstellung des Malers Louis Coblitz im Reiss-Museum Mannheim, 1984 konstatiert, dass dessen Zeitgenosse Johann Schlesinger hauptsächlich feine Obst- und Blumenstillleben in holländischer Tradition gemalt habe, auf denen sich oft zarte Tierdarstellungen wie die von Eidechsen, Käfern, Schmetterlingen oder kleinen Vögeln befänden.
In der protestantischen Kirche zu Eisenberg (Pfalz) hängen zwei Ölporträts der Reformatoren Martin Luther und Huldreich Zwingli, die Johann Schlesinger 1817 auf Bestellung zur 300-Jahr-Feier der Reformation fertigte. Sie befanden sich lange Zeit im Museum der Pfalz zu Speyer, sind nun aber wieder in der Kirche, für die sie gemalt wurden.
Johann Schlesingers Bruder Johann Adam und dessen Sohn Johann Jakob (1792–1855) waren ebenfalls namhafte Pfälzer Kunstmaler. Die drei Maler werden sehr oft verwechselt, zumal sie im gleichen geografischen Raum und teilweise sogar zusammenarbeiteten. Der Großneffe George Forster (1817–1896) lebte als Stilllebenmaler in USA. 

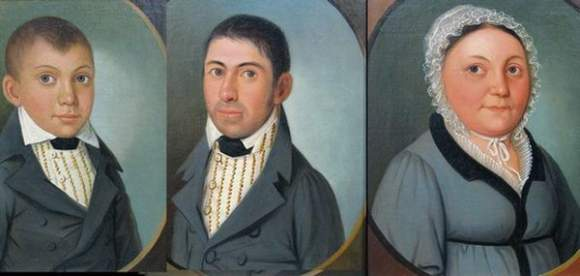
Johann Schlesinger, Porträts von Barbara and Jacob Louis sowie ihres Neffen Valentin Heuser